# Ypthima septentrionalis
Ypthima septentrionalis är en fjärilsart som beskrevs av Forster 1948. Ypthima septentrionalis ingår i släktet Ypthima och familjen praktfjärilar. Inga underarter finns listade i Catalogue of Life.